# Linha Dzerjinskaia (metro de Novosibirsk)
A linha Dzerjinskaia (em russo:  Дзержи́нская) é uma linha (Nº2) de metro de Novosibirsk, na Rússia.
Foi inaugurada em 31 de dezembro de 1987 (37 anos) e circula entre as estações de Ploshchad Garina-Mikhailovskogo e Zolotaia Niva. Tem ao todo 5 estações.